# Архангельская волость (Ставропольская губерния)
Архан́гельская во́лость — административно-территориальная единица в Святокрестовском уезде Ставропольской губернии.
Волостной центр — село Архангельское.

## История
Образована 1 января 1880 года.

## Административное устройство
До 1 января 1881 года в волость входило село Преображенское.